# Gertrud Spliid
Gertrud Friboe Spliid f. Garde (14. maj 1941 i Charlottenlund – 8. juni 2007) var en dansk operasanger (sopran). Hun blev uddannet ved Det Kgl. Danske Musikkonservatorium og fik i 1966 eksamen fra Operaakademiet. Hun sang ved operaen i Lübeck og ved Det Kongelige Teater, men er først og fremmest kendt for sin tid på Den Jyske Opera hvor hun sang fra 1972-1998.
Gertrud Spliid sang også operette og medvirkede bl.a. i den danske operettefilm Flagermusen. Hun har desuden virket som sanglærer i Birkerød.

## Udvalgte roller
- Strauss: Rosenkavaleren (Sophie)
- Smetana: Den solgte brud (Marie)
- Donizetti: Elskovsdrikken (Adina)
- Mozart: Figaros Bryllup (Susanna)
- Mozart: Tryllefløjten (Nattens Dronning)
- Heise: Drot og Marsk (Ingeborg)
- Puccini: Madame Butterfly (titelpartiet)